# Шац Михайло Ірмович
Шац Михайло Ірмович — український оператор телебачення.
Народився 19 липня 1927 року у Києві в родині службовця. Закінчив радіотехнічний факультет Київського політехнічного інституту (1961). Ведучий телеоператор Національної телекомпанії України.
Брав участь у зйомках фільмів:
- «Штепсель одружує Тарапуньку» (1957) — в титрах немає
- «Їхали, ми, їхали» (1962)
- «Рівно 20 з гаком» (1968, реж. Ю. Суярко) — в титрах немає
- «Сміханістичні пригоди Штепселя і Тарапуньки» (1971).

Нагороджений знаком «Відмінник радіо й телебачення СРСР».
Член Національної спілки кінематографістів України.